# Xu Pingjun
Xu Pingjun (許平君; 89 a. C. – 71 a .C.), formalmente Emperatriz Gong'ai (恭哀皇后; literalmente, la emperatriz respetuosa y lamentable) y a veces Emperatriz Xiaoxuan (孝宣皇后), fue una emperatriz de la Dinastía Han. Fue la primera esposa del emperador Xuan. Fue asesinada mediante envenenamiento por la esposa de Huo Guang, la Señora Xian (顯). Fue la madre del emperador Yuan.

## Familia
Xu Pingjun nació en una familia que tuvo algunos privilegios menores pero que también había sufrido bajo el reinado del Emperador Wu. No se sabe cuándo nació exactamente, aunque probablemente hacia 89 a. C. Su padre Xu Guanghan (許廣漢) fue un asistente del Príncipe de Changyi de joven, y más tarde se convirtió en asistente imperial. En una ocasión, mientras acompañaba al Emperador Wu en un viaje, accidentalmente cogió la silla de otro asistente y fue acusado de robo; su sentencia fue la castración. Después de la mutilación, pasó a ser un eunuco de la corte, y sirvió como oficial menor.

## Matrimonio con el entonces plebeyo Liu Bingyi
El futuro esposo de Xu Pingjun, Liu Bingyi era el único descendiente superviviente de Liu Ju, el príncipe heredero que fue forzado a una rebelión fallida en 91 a. C. cuando su nieto era todavía un bebé. Esto lo libró del exterminio familiar pero fue degradado a la condición de plebeyo y, como huérfano, tuvo que sobrevivir de la generosidad de otros, incluyendo el antiguo subordinado de su abuelo Zhang He (張賀), que también fue castrado por orden del Emperador Wu como castigo para haber sido subordinado del príncipe Ju, y se convirtió en eunuco jefe en la corte.
Alrededor de 76 a. C., Zhang quiso casar a su nieta con Bingyi, pero su hermano Zhang Anshi (張安世), entonces un alto funcionario, se opuso, temiendo que traería problemas. Zhang, entonces, invitó a otro de sus subordinados, Xu Guanghan, a cenar y le persuadió para casarlo con su hija, Pingjun. Cuando la esposa de Xu oyó esto, se enojó mucho y se negó, pero como Zhang era el superior de Xu, este no se atrevió a renegar de su promesa, y Bingyi y Pingjun se casaron, en una ceremonia enteramente pagada por Zhang (porque Bingyi no podía pagar). Zhang también pagó el precio de novia. Después de su matrimonio, Bingyi dependió del apoyo de la familia de su mujer. En 75 a. C., Pingjun tuvo un hijo, Liu Shi.

## Como emperatriz
En 75 a. C., ocurrió lo inesperado. Después de la muerte del tío abuelo de Bingyi, el emperador Zhao, el regente Huo Guang, descontento con su selección inicial del príncipe He de Changyi como el nuevo emperador, lo depuso y ofreció el trono al plebeyo Bingyi en cambio. Bingyi aceptó y subió al trono como Emperador Xuan.
Después de su marido convertirse en emperador, Pingjun inicialmente era una consorte imperial. Cuando llegó el momento de nombrar una emperatriz, los altos funcionarios imperiales querían mayormente que el emperador se casara con la hija de Huo Guang, Huo Chengjun y la hiciera su emperatriz. El Emperador Xuan no rechazó explícitamente la propuesta, pero emitió la orden de buscar la espada que poseía como plebeyo. Captando la indirecta, los funcionarios recomendaron a la Consorte Xu como emperatriz, y fue nombrada a finales de 74 a. C. Inicialmente quería nombrar a su suegro Xu Guanghan también marqués, pero Huo se opuso a esto, razonando que un eunuco que había sufrido la castración como castigo no podía ser hecho un marqués. Sin embargo, Xu le concedió el título de Señor de Changcheng (昌成君).
Como emperatriz, la emperatriz Xu fue conocida por su humildad y frugalidad. Era también conocida su devoción a la Magnífica Emperatriz Viuda Shangguan, y a menudo comían juntas.

## Muerte

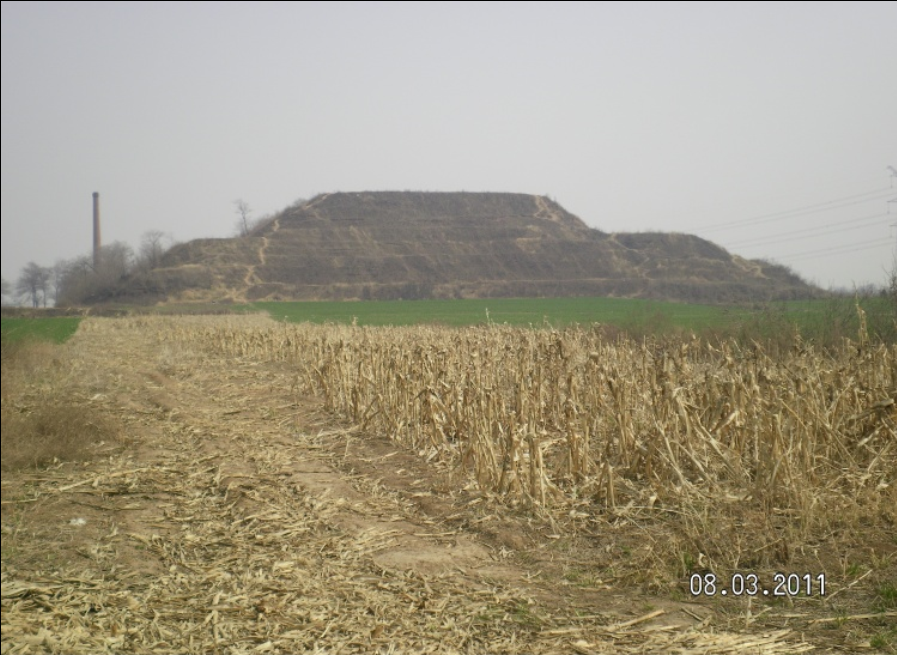
Tumba de la Emperatriz Xu Pingjun al sur de Xi'an, Shaanxi.

La esposa de Huo Guang, la Señora Xian, no se resignaba a su deseo de hacer a su hija emperatriz. En 71 a. C., la emperatriz Xu estaba embarazada y la Señora Xian tramó un plan. Sobornó a la médica personal de la emperatriz, Chunyu Yan (淳于衍), para que bajo el pretexto de darle una medicina después de dar a luz, la envenenara. Chunyu así lo hizo (empleando acónito), y la Emperatriz Xu murió poco después del alumbramiento. Sus doctores fueron inicialmente arrestados para investigar si habían cuidado de la emperatriz correctamente. La Señora Xian, asustada, informó a Huo Guang de lo que había pasado, y Huo, no teniendo el valor de entregar a su esposa, en cambio firmó la liberación de Chunyu. Se desconoce que pasó con el bebé de la Emperatriz Xu, pero como las fuentes históricas chinas en aquel tiempo no prestaban demasiada atención a los niños que morían jóvenes, probablemente murió pronto.
La emperatriz Xu fue enterrada con honores imperiales plenos cerca, pero no con, su marido, cuya tercera esposa, la Emperatriz Wang sería la más tarde enterrada con él. Su hijo el príncipe Shi se convertiría más tarde en príncipe heredero y en el Emperador Yuan después de sobrevivir a los intentos de asesinato por parte de la sucesora de la Emperatriz Xu, la Emperatriz Huo. El clan Huo sería exterminado en 66 a. C.